# Podabrocephalus
Podabrocephalus is een kevergeslacht uit de familie van de Podabrocephalidae. De wetenschappelijke naam van het geslacht werd voor het eerst geldig gepubliceerd in 1913 door Pic.

## Soorten
Podabrocephalus is monotypisch en omvat slechts de volgende soort:
- Podabrocephalus sinuaticollis Pic, 1913